# Brunswick Township (Missouri)
Pour les articles homonymes, voir Brunswick.
Brunswick Township est un township inactif du comté de Chariton dans le Missouri, aux États-Unis,. Il est fondé en 1840 et baptisé en référence à la ville de Brunswick.

## Source de la traduction
- (en) Cet article est partiellement ou en totalité issu de l’article de Wikipédia en anglais intitulé « Brunswick Township, Chariton County, Missouri » (voir la liste des auteurs).